# 0시의 음악여행
0시의 음악여행 박철입니다는 대한민국의 방송국인 한국방송공사의 라디오 채널 KBS Happy FM(수도권과 창원 106.1MHz, 춘천 98.7Mhz, 강릉,동해,삼척 102.1MHz, 속초,고성 106.7MHz, 양양 103.9MHz, 청주 90,9MHz, 대전 100.9MHz, 전주 92.9MHz, 광주 95.5MHz, 순천,광양 102.7MHz, 여수 100.9MHz, 고흥,해남 106.7MHz, 대구 102.3MHz, 김천 88.9MHz, 부산 97.1MHz, 제주 91.9MHz, 제주 서부 92.7MHz 서귀포 89.7MHz)에서 밤 12시부터 새벽 2시까지 종영방송 된 음악전문 라디오 프로그램이다. 주로 1960년대부터 2010년대까지의 대부분 추억의 가요와 1960년대부터 2000년대의 일부 추억의 팝음악을 함께 들려준다.
이 프로그램은 녹음방송이다. 하지만 명절 특집 교통 특별방송이나 대형 사건이 일어날 때에는 생방송으로 진행된다. 2014년 12월 31일 자로 5년 만에 폐지되었다.

## 진행자
- 원석현 : 2009년 10월 27일 ~ 2011년 1월 3일
- 임문일 : 2011년 1월 4일 ~ 2014년 4월 7일
- 박철 : 2014년 4월 8일 ~ 12월 31일

## 요일별 코너
- 그대는 철이 없네
- 그 노래에 답하다
- 팝송 읽어주는 남자